# Oude Kerk (Veenendaal)
De Oude of Sint-Salvatorkerk in Veenendaal werd in gebruik genomen in 1566. De 'nijeuwe Veenkercke' werd als eenbeukige laatgotische kerk gebouwd. Jaren later werd de kerk uitgebreid met zijbeuken.
Met Sint-Salvator, naar wie de kerk genoemd is, wordt waarschijnlijk de heiligennaam Sint-Salvator, aanduiding voor Jezus Christus als Verlosser bedoeld. Tegenwoordig wordt de kerk meestal aangeduid als 'Oude Kerk'.

## Geschiedenis
De hervormde kerk werd in gebruik genomen in 1566. In eerste instantie was het een eenbeukig bakstenen gebouw met koor aan de noord- en zuidzijde. In 1683 is het dak vervangen. In 1753, 1835 en 1906 is het gebouw vergroot. In 1961-62 is de kerk gerestaureerd, waarbij veel details aan het gebouw veranderd zijn. Zo verdwenen onder andere de dubbele toegangsdeuren in het koor, aan de marktzijde.
Het koor is met steen overwelfd. De rest van de kerk met hout. Op het dak is een dakruiter aangebracht, met een mechanisch torenuurwerk van Van Bergen uit Heiligerlee.

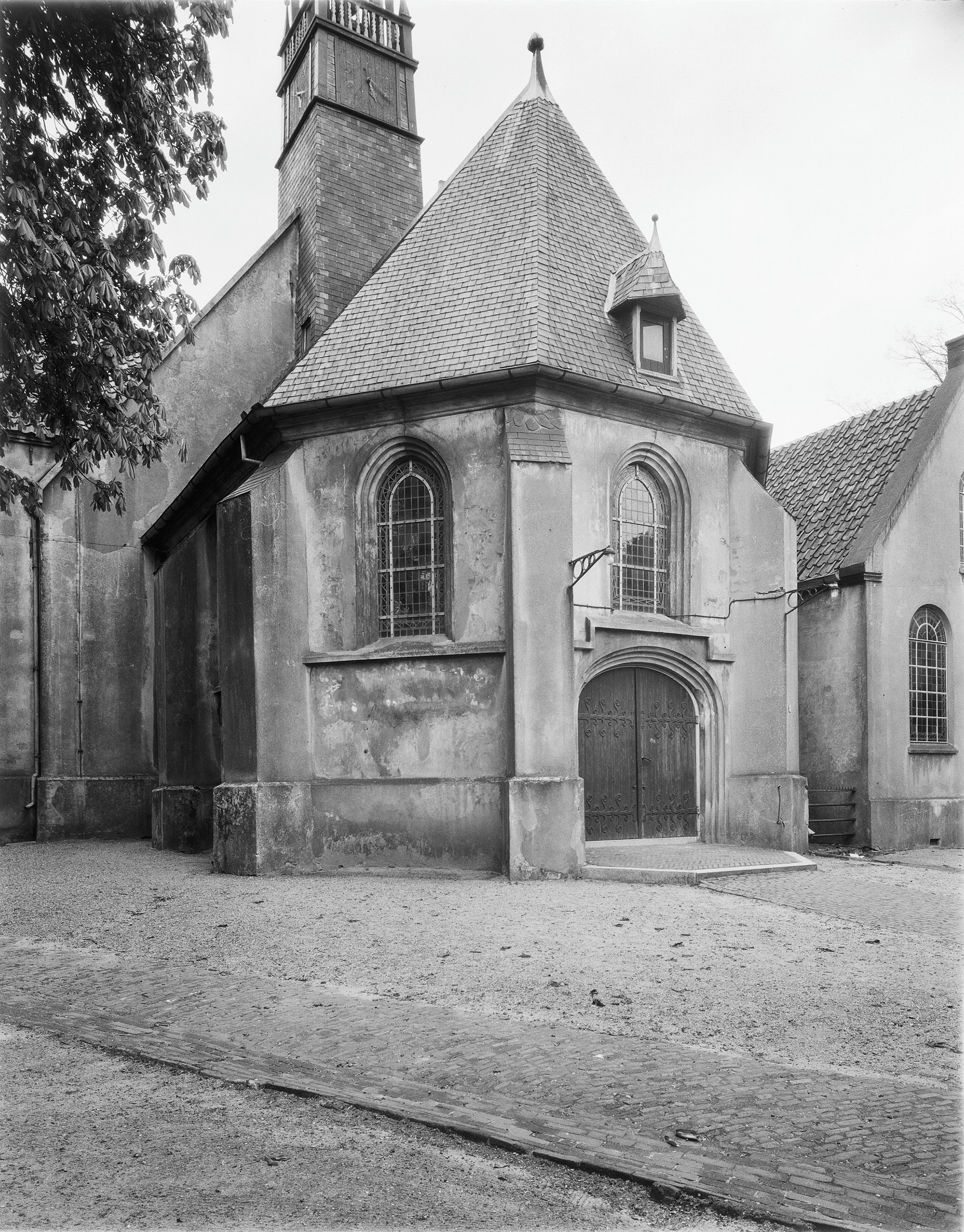
Het koor gezien vanaf de Markt (1955)
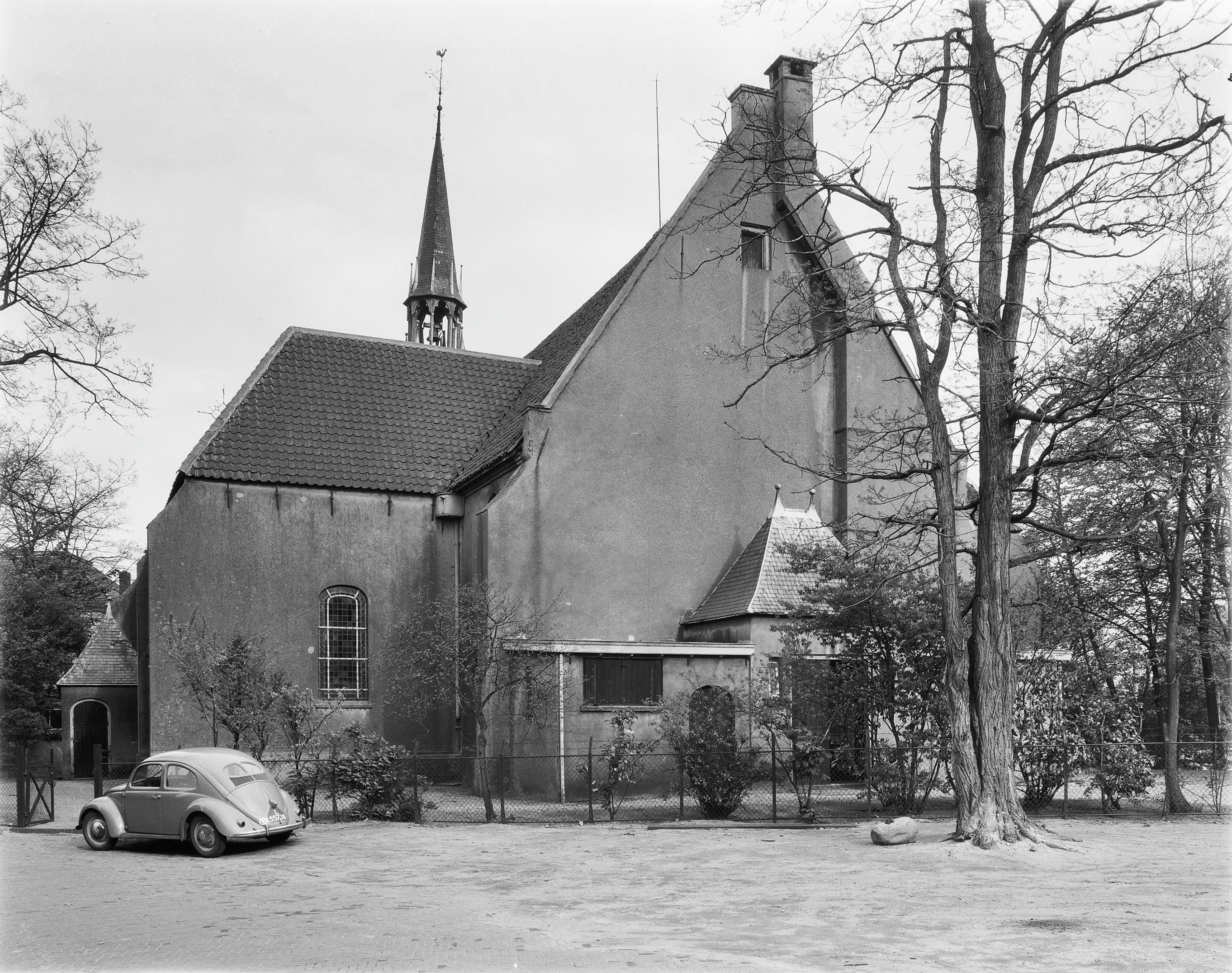
De kerk gezien vanuit het westen (1955)
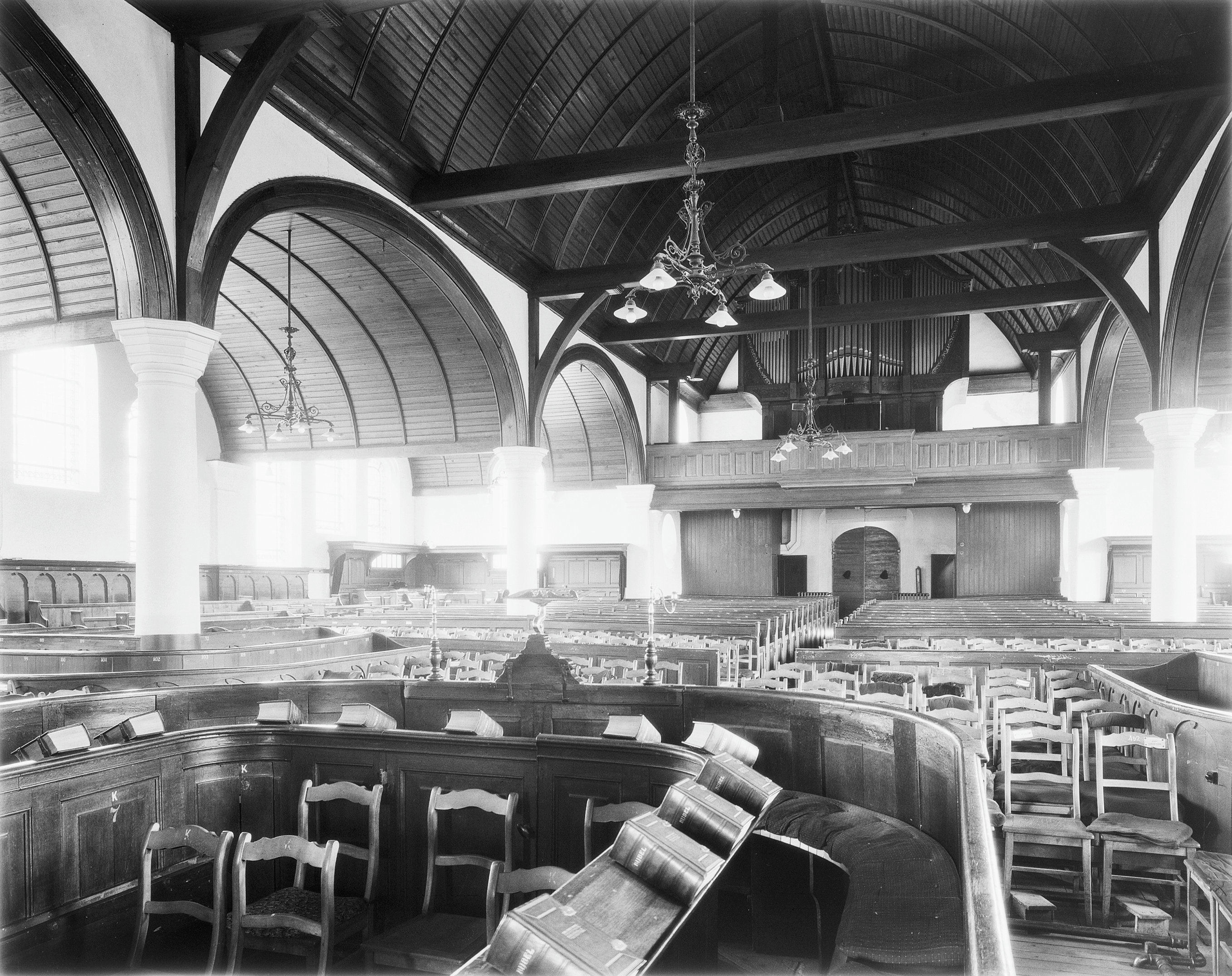
Interieur, gezien naar het westen (1955)

## Orgels

### 1866
Het eerste orgel in deze kerk werd in 1866 geleverd door de firma P. van Oeckelen & Zonen te Haren (Gn). Dit was een 18de-eeuws instrument dat afkomstig was uit een tot dusver onbekende andere kerk en bij plaatsing in Veenendaal werd uitgebreid met een nieuw zelfstandig pedaal.

### Dekker-orgel
In 1922 levert de firma A.S.J. Dekker (Goes) een nieuw orgel.
Dispositie:
| Manuaal 1 C-g’’’ |                |
| Bourdon          | 16'            |
| Prestant         | 8'             |
| Concertfluit     | 8'             |
| Fugara           | 8'             |
| Salicionaal      | 8'             |
| Octaaf           | 4'             |
| Solofluit        | 4'             |
| Octaaf           | 2'             |
| Mixtuur          | 2 2/3' 4 sterk |
| Trompet          | 8'             |

| Manuaal 2, in zwelkast C-g’’’ |     |
| Lieflijk Gedekt               | 16' |
| Principaal                    | 8'  |
| Gemshoorn                     | 8'  |
| Gedekt                        | 8'  |
| Quintadeen                    | 8'  |
| Violine                       | 8'  |
| Aeoline                       | 8'  |
| Vox céleste                   | 8'  |
| Prestant                      | 4'  |
| Fluit                         | 4'  |
| Hobo                          | 8'  |
| Tremulant                     |     |

| Pedaal C-f’ |                   |
| Contrabas   | 16'               |
| Subbas      | 16'               |
| Stil Gedekt | 16' (transmissie) |
| Octaafbas   | 8'                |
| Cello       | 8'                |
| Bazuin      | 16'               |

| Koppelingen                             |
| Manuaal 1 aan Pedaal                    |
| Manuaal 2 aan Pedaal                    |
| Manuaal 2 aan Manuaal 1                 |
| Subkoppeling Manuaal 2 aan Manuaal 1    |
| Superkoppeling Manuaal 2 aan Manuaal 1. |

- Speelhulpen: Vaste combinaties - 2 vrije combinaties - Rolzweller, enz.
- Pneumatische kegelladen.

Na de kerkrestauratie van 1962 werd het door Vierdag gerepareerd en werd een nieuwe mixtuur geplaatst.

### Interim-orgel van Vierdag
Rond 1970 functioneerde dit orgel dusdanig slecht, dat besloten werd een nieuw orgel aan te schaffen. Tot de komst daarvan werd gebruikgemaakt van een in het koor geplaatst positief met vijf stemmen, dat door H.J. Vierdag te Enschede werd gemaakt.

### Vierdag-orgel
In 1974 kwam het nieuwe, door Vierdag gebouwde, orgel gereed. Een groot deel van het pijpwerk daarvan is afkomstig uit het Steenkuijl-orgel (1900) van de voormalige Wilhelminakerk te Rotterdam-Feijenoord.
Dispositie:
| Hoofdwerk C-g’’’ |                     |
| Quintadena       | 16'                 |
| Prestant         | 8'                  |
| Roerfluit        | 8'                  |
| Octaaf           | 4'                  |
| Fluit travers    | 4'                  |
| Superoctaaf      | 2'                  |
| Mixtuur          | 1' 4-5 sterk        |
| Cornet           | 2-5 sterk (vanaf a) |
| Trompet          | 8'                  |
| Tremulant        |                     |

| Rugwerk C-g’’’ |        |
| Fluit douce    | 8'     |
| Quitadena      | 8'     |
| Prestant       | 4'     |
| Fluit          | 4'     |
| Nasard         | 3'     |
| Woudfluit      | 2'     |
| Terts          | 1 3/5' |
| Dulciaan       | 8'     |
| Tremulant      |        |

| Pedaal C-f’ |                 |
| Subbas      | 16'             |
| Prestant    | 8'              |
| Bazuin      | 16'             |
| Trompet     | 8' (oorspr. 4') |

| Koppelingen      |
| HW + Ped.        |
| RW + Ped.        |
| Manuaalkoppeling |

- Mechanische sleepladen